# Provincia Lori

Localizarea provinciei în Armenia

Provincia Lori (armeană Լոռու մարզ) este o provincie situată în nordul Armeniei. Capitala sa este orașul Vanadzor.